# دن باربر
دن باربر (انگلیسی: Dan Barber؛ زادهٔ ۲ اکتبر ۱۹۶۹) سرآشپز اهل ایالات متحده آمریکا است. وی سرآشپز و یکی از بنیان‌گذاران رستوران‌های بلو هیل در منهتن و بلو هیل در استون بارنز در پوکانتیکو هیلز و مؤلف کتاب آشپزی «بشقاب سوم» است.
باراک اوباما او را برای خدمت در شورای رئیس‌جمهور برای آمادگی جسمانی، ورزش و تغذیه منصوب شد. او همچنین عضو هیئت مشورتی مرکز سلامت و محیط زیست جهانی دانشکده پزشکی هاروارد است.